# Chittorgarh (stad)

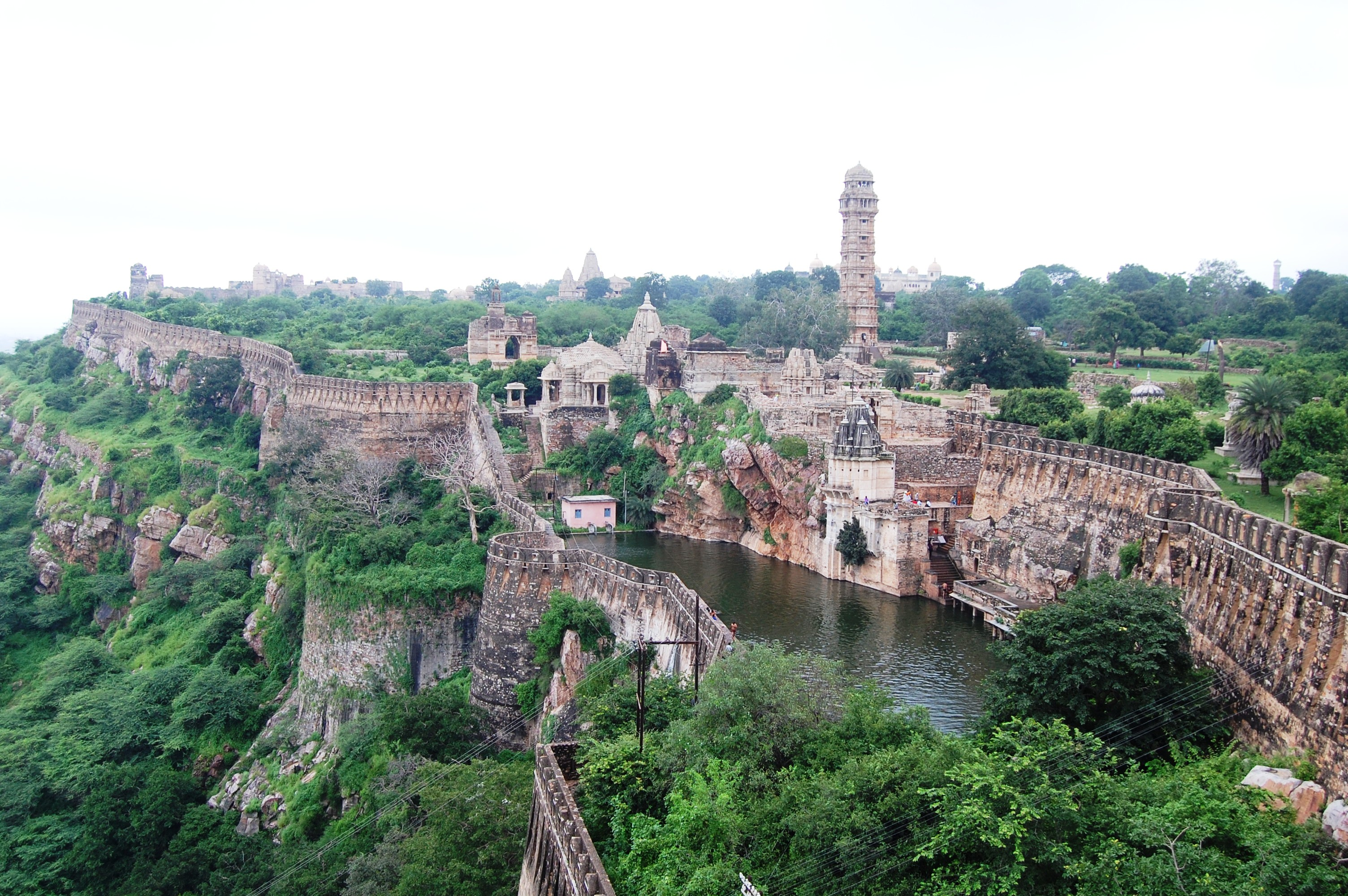
Het fort van Chittorgarh

Chittorgarh (Chittor, Chittaurgarh) is een stad in Rajasthan in West-India. Het is de hoofdstad van het district Chittorgarh en was vroeger de hoofdstad van de Sisodia Rajput dynastie van Mewar. De stad ligt aan de oevers van de rivieren Gambhiri en Berach.
In Chittorgarh bevindt zich op de top van de 180 m. hoge rotsheuvel fort Chittor, het grootste fort in India en Azië. Het werd driemaal belegerd (1303, 1535 en 1567-68) door Moslimlegers en door de Hindoeheersers ferm verdedigd. Verschillende keren vochten de mannen van Chittorgarh zich dood, nadat ze hun vrouwen hadden gedood of de vrouwen pleegden massaal zelfmoord door zichzelf in brand te steken (jauhar).

## Geschiedenis
Het fort Chittorgarh, oorspronkelijk Chitrakuta, zou zijn gebouwd door Chitranga, een koning van de lokale Maurya dynastie, niet te verwarren met de keizerlijke Maurya's.
Bappa Rawal, een Guhila (Gahlot) heerser, zou het fort in 728 of 734 hebben veroverd. In 1303 overwon Alauddin Khalji van het sultanaat van Delhi de Guhila koning Ratnasimha en nam bezit van het fort. Later werd het door Hammir Singh, een koning van de Sisodia tak van de Guhila's, veroverd. Chittorgarh werd onder zijn opvolgers, waaronder Rana Kumbha en Rana Sanga, een machtige stad.
In 1535 belegerde en veroverde Bahadur Shah van Gujarat het fort, maar hij werd door de Mogolkeizer Humayun teruggedrongen en de Sisodia's kregen van hem het fort terug.
In 1567-68 belegerde en veroverde Akbar de Grote het fort op de neven Patta van Kailwara en Jaimal van Bednor. Het bleef onder de Mogol heerschappij tot de kolonisatie van de Britten.

## Galerij

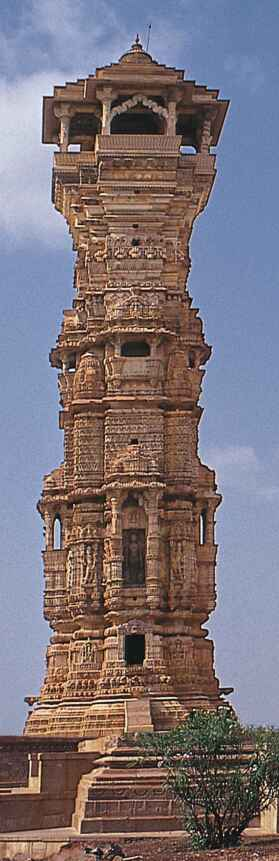
Kirti Stambha, de Toren van Roem, ter ere van tirthankara Adinatha, 7 verdiepingen, begin 14e eeuw, 22 m. hoog
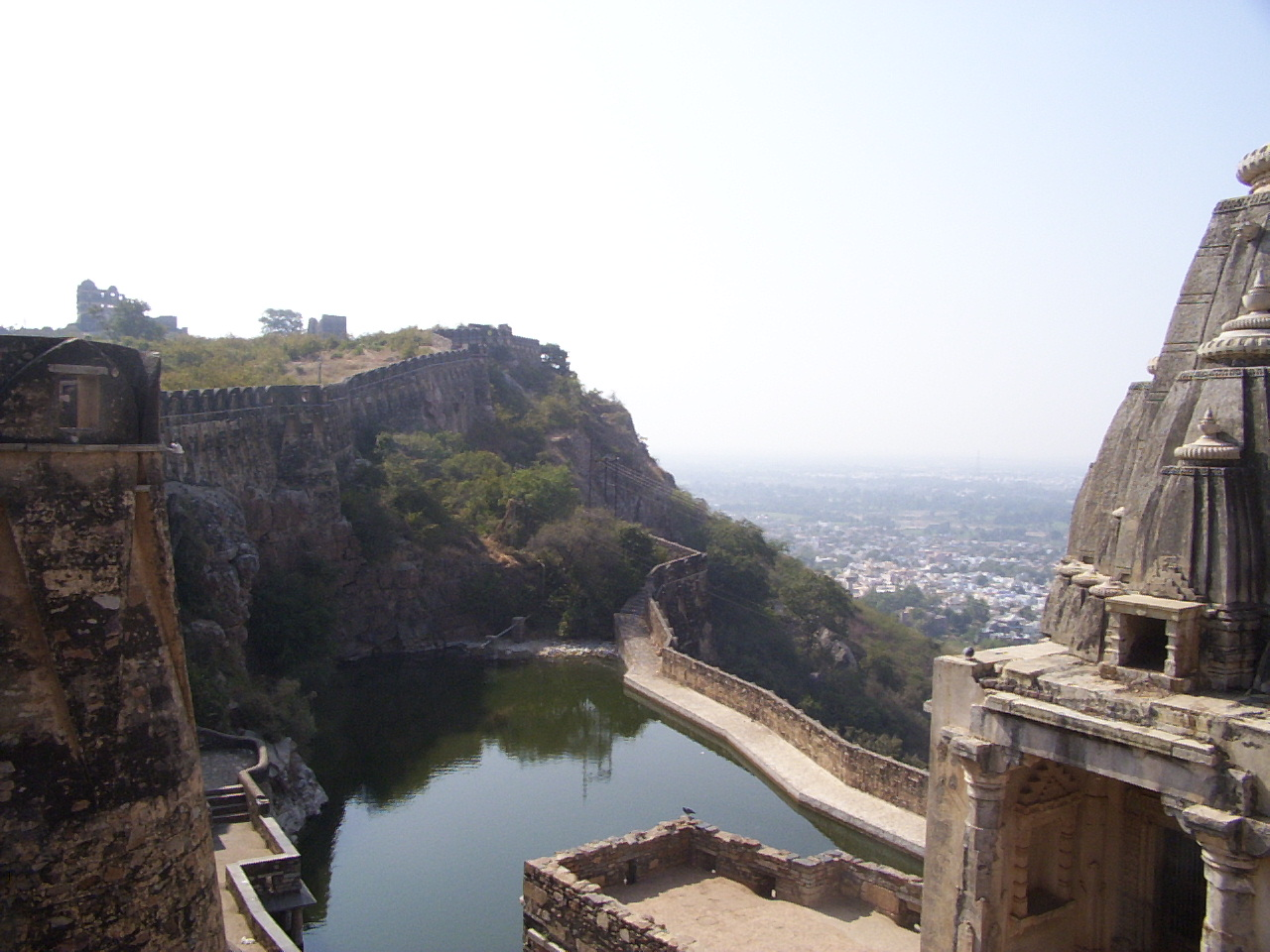
Een waterreservoir van het fort
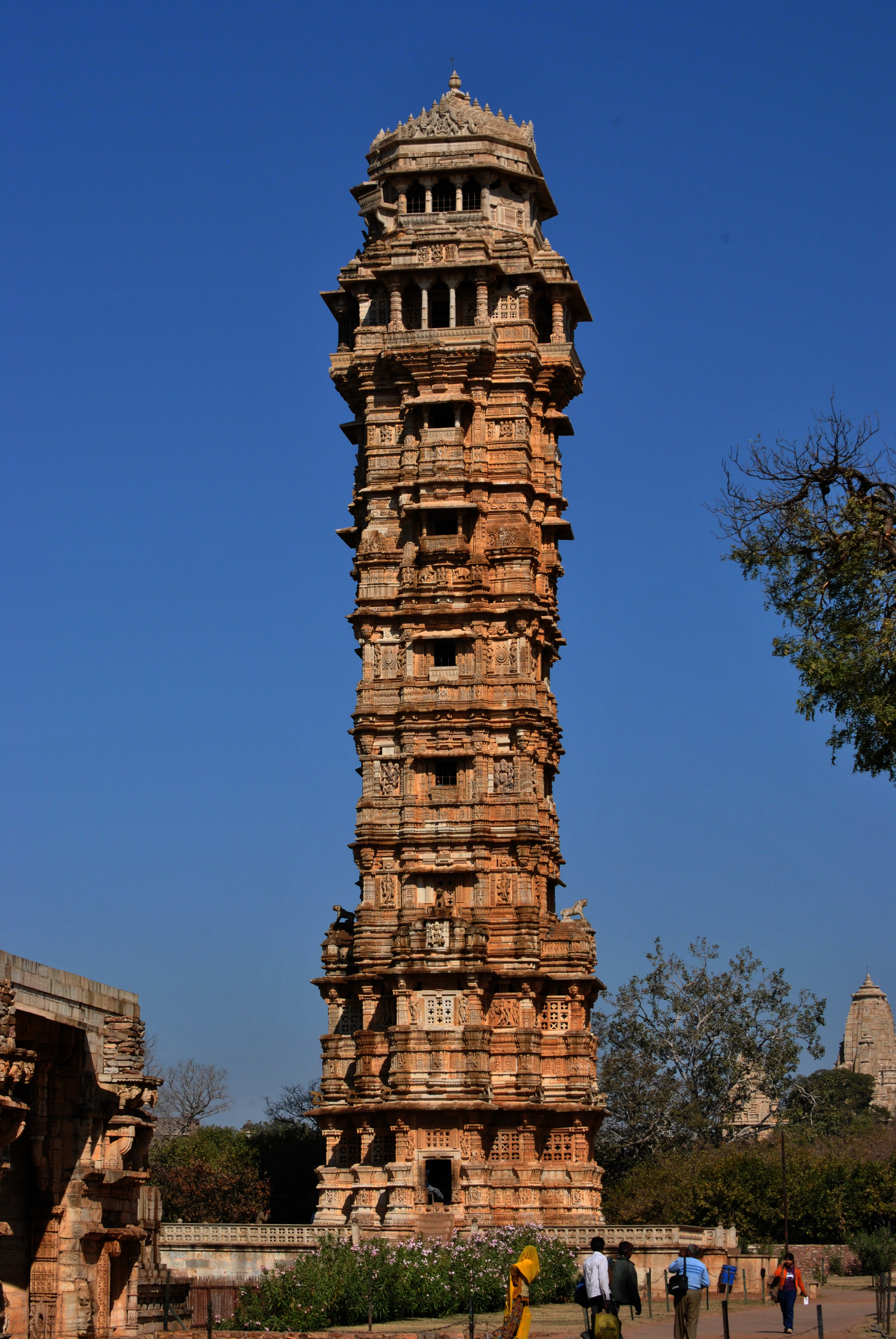
Vijaya Stambha, de Overwinningstoren, 1458-1468 gebouwd door maharana Khumba, 9 verdiepingen, 37 m. hoog
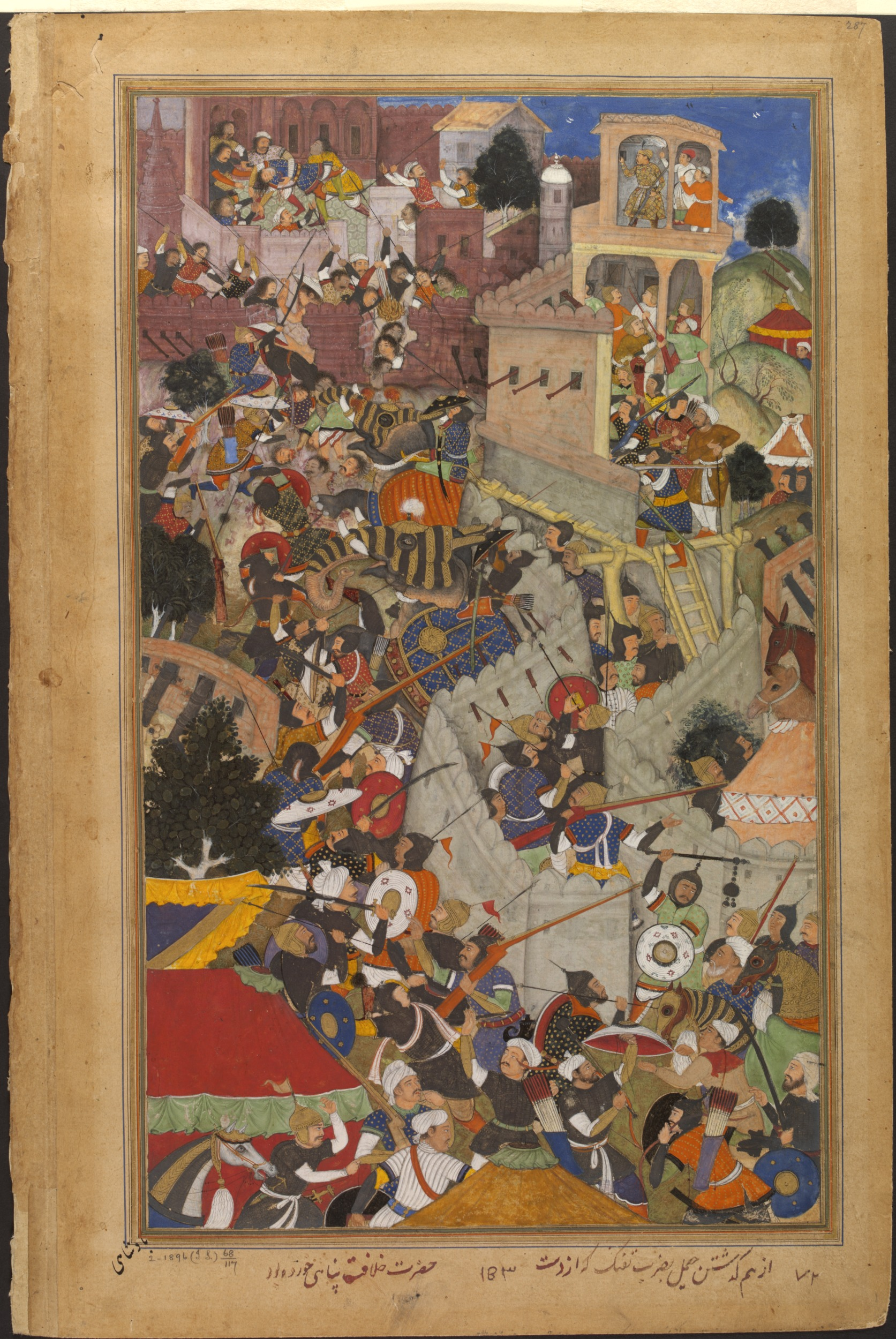
De moghul keizer Akbar schiet de Rajput kshatriya (krijger) Jaimal neer tijdens de belegering van Chittorgarh in 1568.
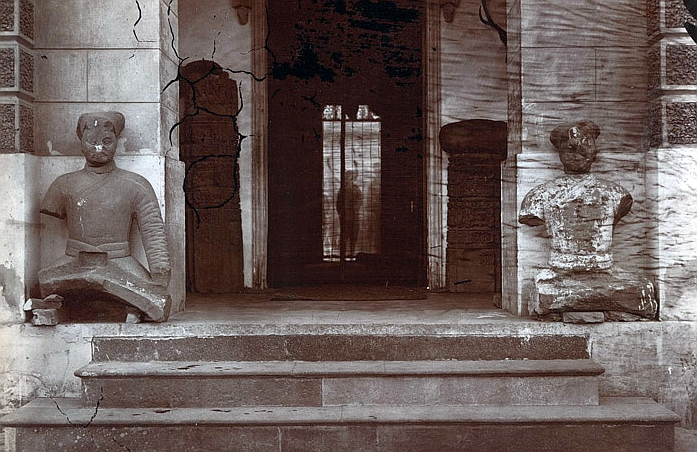
De neven Rao Jaimal en Patta, zaten op twee zwart marmeren olifanten buiten de poort bij het Rode Fort in Delhi. Ze stonden oorspronkelijk buiten het fort van Agra en werden opgericht door Akbar ter herinnering aan de moed van zijn tegenstanders.
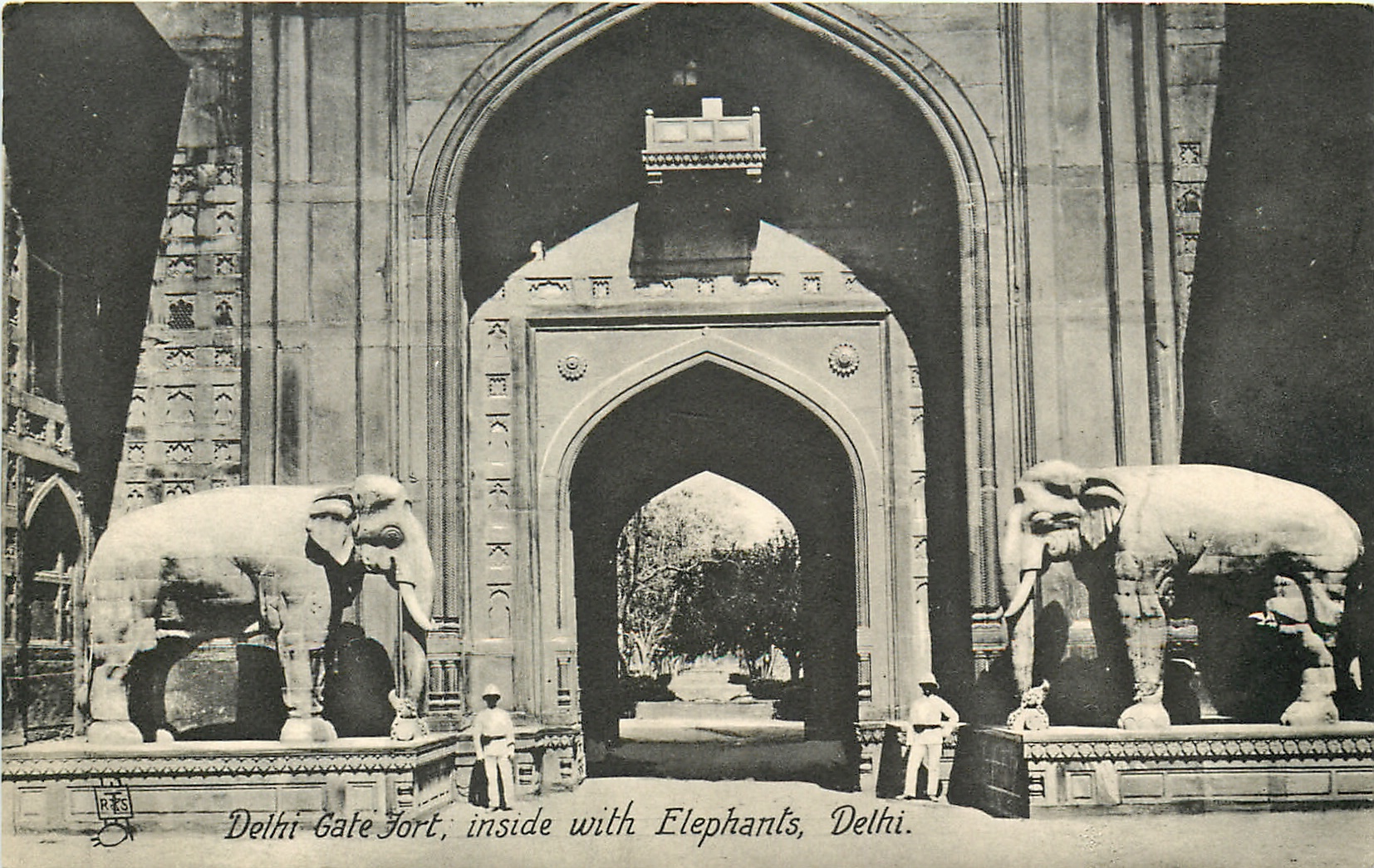
De olifanten waarop de verslagen neven zaten, bij de poort van het Rode Fort in Delhi, ansichtkaart